# 奧萊特灣 (愛達荷州)
奧特萊灣（英語：Outlet Bay）是位於美國愛達荷州邦納縣的一個非建制地區。

## 地理
奧特萊灣的座標為48°29′40″N 116°53′36″W / 48.49444°N 116.89333°W，而該地的平均海拔高度為754米（即2474英尺）。